# Kaalamo
Kaalamo (en carélien : Kaalamo, en finnois : Kaalamo, en russe : Каала́мо, Kaalamo) est une municipalité rurale du raïon de Sortavala en république de Carélie.

## Géographie
L'agglomération est située à 35 kilomètres au nord de Sortavala le long de la voie ferrée entre Sortavala-Suojärvi (gare de Kaalamo).
La municipalité d'Elisenvaara a une superficie de 922,00 km2.
La commune de Kaalamo est bordée par les communes de Haapalampi, Helylä, Harlu, Loimola et Värtsilä, la ville de Sortavala et la Finlande.

## Démographie
Recensements (*) ou estimations de la population
| 2009  | 2010  | 2013  | 2015  |
| ----- | ----- | ----- | ----- |
| 2 461 | 2 220 | 2 214 | 2 192 |

| 2017  | 2019  | 2021  | - |
| ----- | ----- | ----- | - |
| 2 157 | 2 106 | 2 054 | - |